# Henric de la Cour
Paul Henric Dornonville de la Cour (Eskilstuna Klosters församling, 8 ottobre 1974) è un cantante svedese, ex membro degli Yvonne e Strip Music.

## Biografia
Henric de la Cour ha fatto il suo esordio discografico da solista con l'album in studio eponimo, arrivato 25º nella Sverigetopplistan. Anche il disco successivo, intitolato Mandrills (2013), ha raggiunto la top 40 svedese, esordendo alla 36ª posizione.

## Discografia

### Da solista

#### Album in studio
- 2011 – Henric de la Cour
- 2013 – Mandrills
- 2018 – Gimme Daggers
- 2019 – Cravings (con Memoria)

#### Singoli
- 2012 – Grenade/Harmony Dies
- 2014 – Chasing Dark
- 2016 – Two Against One
- 2016 – Worthless Web
- 2018 – Kowalski Was Here
- 2019 – Lights Out (con Memoria)
- 2019 – A Texas Dream/Fear the City Inside

### Yvonne
- 1995 – Yvonne
- 1997 – Getting Out, Getting Anywhere
- 1999 – True Love
- 2001 – Hit That City

### Strip Music
- 2004 – Strip Music
- 2006 – Hollywood & Wolfman